# یواس‌اس او-۴ (اس‌اس-۶۵)
یواس‌اس او-۴ (اس‌اس-۶۵) (به انگلیسی: USS O-4 (SS-65)) زیردریایی که طول آن ۱۷۲ فوت ۴ اینچ (۵۲٫۵۳ متر) می باشد. این زیردریایی در سال ۱۹۱۷ ساخته شده است.